# 反折假鹤虱
反折假鹤虱（学名：Eritrichium deflexum）是紫草科齿缘草属的植物。分布于北半球温带以及中国大陆的内蒙古、黑龙江、吉林、新疆、河北等地，生长于海拔1,400米至2,000米的地区，一般生长在河滩沙地、林边路旁和沙丘林下，目前尚未由人工引种栽培。

## 异名
- Hackelia deflexa (Wahl.) Opiz